# Zamek w Łapalicach
Zamek w Łapalicach – budynek w stanie surowym w Łapalicach w pobliżu jeziora Rekowo. Powstał jako samowola budowlana. Jego forma nawiązuje do architektury rezydencjonalnej, przez co potocznie nazywany jest zamkiem.

## Historia
W 1983 r. Piotr Kazimierczak, snycerz i producent mebli, otrzymał pozwolenie na budowę domu jednorodzinnego z pracownią rzeźbiarską o powierzchni 170 m². Zamiast niego wzniósł znacznie większy budynek, o powierzchni 5 tys. m². Na początku lat 90. XX w. prace budowlane zostały przerwane z powodu problemów finansowych inwestora. W celu dalszego finansowania budowy w 2000 r. uruchomił on duży zakład meblarski w Świętym Wojciechu, który po zaledwie roku funkcjonowania został poważnie uszkodzony w trakcie powodzi .
Ponieważ budynek powstał niezgodnie z pozwoleniem na budowę, a inwestor nie wykonał dokumentacji zamiennej, w 2006 r. powiatowy inspektor nadzoru budowlanego nakazał rozbiórkę budowli. Wtedy właściciel budynku wystąpił do Wojewódzkiego Inspektora Nadzoru Budowlanego o stwierdzenie nieważności decyzji. Ten unieważnił decyzję o rozbiórce pod warunkiem dostarczenia projektu zamiennego do końca 2008 r. Inwestor dostarczył go 31 grudnia, jednak wymagał uzupełnienia, na co dano mu czas trzech miesięcy. PINB zatwierdził projekt budowlany zakładający dokończenie obiektu z przeznaczeniem na pensjonat, jednak strony postępowania administracyjnego odwołały się od tej decyzji do WINB. Ten uchylił ją ponieważ dokumentacja nie zawierała projektów branżowych, instalacji elektrycznej, kominów, klimatyzacji. Inwestor odwołał się od tego orzeczenia, sprawę przekazano do Głównego Inspektora Nadzoru Budowlanego. GINB unieważnił dotychczasowe decyzje, co dało właścicielowi kolejną szansę na legalizację budynku. Wykonano ekspertyzę stanu technicznego i projekt zamienny, który został nawet zatwierdzony, ale ponieważ wykonano go na podstawie decyzji na budowę pensjonatu, która straciła ważność, WINB uchylił ją, a PINB wydał w 2013 r. decyzję o zakazie dalszych prac budowlanych. Ani inwestor, ani strony postępowania administracyjnego nie odwołały się od tej decyzji.
W 2015 r. kupnem zamku była zainteresowana grupa fanów Harry’ego Pottera.
We wrześniu 2023 r. Rada Miejska w Kartuzach przyjęła plan zagospodarowania przestrzennego akceptujący budowę "zamku", która akceptuje jego powstanie (jako hotelu) i umożliwia dokończenie inwestycji.

## Architektura
Obiekt otoczony jest betonowym murem. Na jego teren prowadzi przejazd w budynku bramnym, a w południowej części działki znajduje się sztuczny staw. Bryła głównego gmachu składa się z czterech skrzydeł połączonych ze sobą łącznikami. Nakrywają je dachy mansardowe. W narożnikach stoi dwanaście wież z hełmami, w czterech z nich znajdują się klatki schodowe. W skrzydle centralnym planowana była fontanna, winda i tarasy, a w skrzydle zachodnim basen o wymiarach 9 × 15 m i kaplica lub sala balowa. Budynek miał mieć tyle wież, ile miesięcy w roku, tyle sal, ile tygodni, a liczba okien miała odpowiadać liczbie dni w roku. Wnętrze miało być wykonane prawie w całości z drewna, łącznie ze zdobionymi stropami kasetonowymi i podłogami. Całokształt wystroju miały uzupełniać liczne rzeźbiarskie dzieła sztuki. Połowa wyposażenia wnętrz była gotowa. O przeznaczeniu obiektu inwestor chciał zadecydować dopiero po jego ukończeniu .
Zamek posiada 12 wież które symbolizują 12 apostołów, 365 okna symbolizują dni w roku, a 52 komnaty odpowiadają liczbie tygodni w ciągu jednego roku.
Studium uwarunkowań i kierunków zagospodarowania przestrzennego gminy Kartuzy przewiduje dokończenie budowy zamku, przystosowanie go do pełnienia funkcji turystycznych i stworzenie produktu o unikalnych cechach w skali regionu. 24 czerwca 2020 r. Rada Miasta w Kartuzach podjęła uchwałę o przystąpieniu do opracowania planu zagospodarowania przestrzennego części Łapalic, w której znajduje się nieukończony zamek. Uchwalenie planu pozwoli zalegalizować i ukończyć budowę z przeznaczeniem na hotel.

## Stan obecny
Obiekt nie jest zabezpieczony, a jego stan techniczny się pogarsza. Pomimo że obowiązuje zakaz wstępu na jego teren, stał się swoistą atrakcją, tłumnie odwiedzaną zarówno przez urban eksplorerów jak i turystów z całego świata. Niekontrolowany, masowy ruch turystyczny powoduje poważne problemy z odpadami i blokowaniem okolicznych dróg przez nieprawidłowo zaparkowane samochody. 

### Wypadki
Przebywanie w budynku grozi śmiercią lub kalectwem. W 2017 r. młody mężczyzna wpadł do szybu windowego i doznał poważnych obrażeń nóg. 30 października 2021 r. do tego samego szybu wpadło dwóch 15-latków, którzy z ciężkimi obrażeniami trafili do szpitala.